# Dimos Central Tzoumerka
Dimos Central Tzoumerka (Central Tzoumerka) är en kommun i Grekland.   Den ligger i prefekturen Nomós Ártas och regionen Epirus, i den centrala delen av landet, 270 km nordväst om huvudstaden Aten. Antalet invånare är 7 862. Arean är 516 kvadratkilometer.
Terrängen i Dimos Central Tzoumerka är bergig åt nordost, men åt sydväst är den kuperad.